# シャーツク
座標: 北緯54度01分 東経41度42分 / 北緯54.017度 東経41.700度

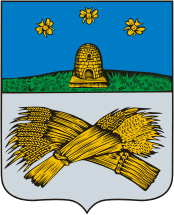
シャーツクの紋章

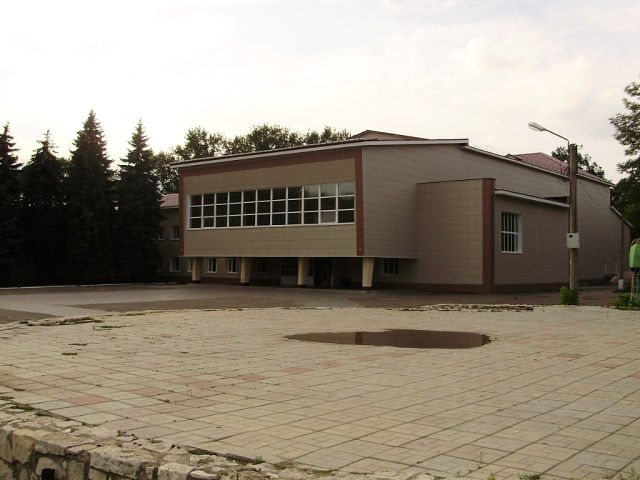

シャーツク（ロシア語: Шацк; Shatsk）は、ロシア連邦のリャザン州にある町。人口は5,927人（2021年）。州都リャザンから南東へ145キロメートル。モクシャー川の左支流ツナ川（Цна）の、さらに支流であるシャーチャ川沿いに建つ。

## 歴史
シャーツクとはシャーチャ川からきており、川の名はこの地の先住民が使ったフィン・ウゴル語派のモルドヴィン諸語の言葉によるものとされるが、その語源には諸説あり定まった見解はない。
16世紀、この周辺は深い森の中にある開けた土地であり、ステップに住むタタール人が森に囲まれたモスクワ大公国へと侵入するための通路となっていた。「シャーツクの門」と呼ばれるこの土地を守るため、モスクワ大公国は要塞（クレムリ）を各地に築いた。1553年、モスクワ大公国の南東の国境を守るためにシャーツクの要塞が建てられ、その周囲にシャーツキー・ゴロドクの町が成立した。
1774年にはシャーツクの住民の多くがプガチョフの乱に加わった。1779年、市の地位が与えられ、タンボフ県に属する郡の中心地となった。
18世紀から19世紀にかけては亜麻の取引が盛んな交易の中心地であったが、次第にその重要性を失い、1897年に13,928人を数えた人口は1920年代頃をピークにして落ち込んでいった。1923年にはリャザン州に管轄替えされている。

## 文化

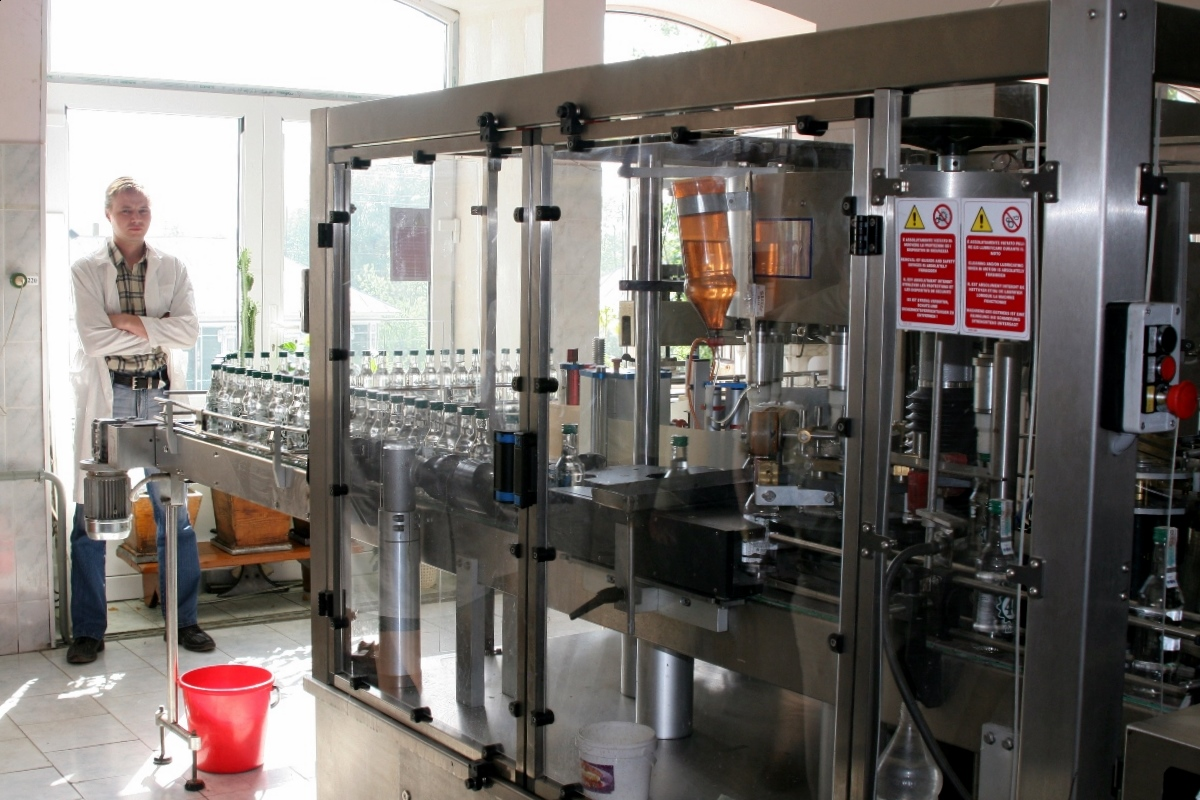
ウォツカの瓶詰工程

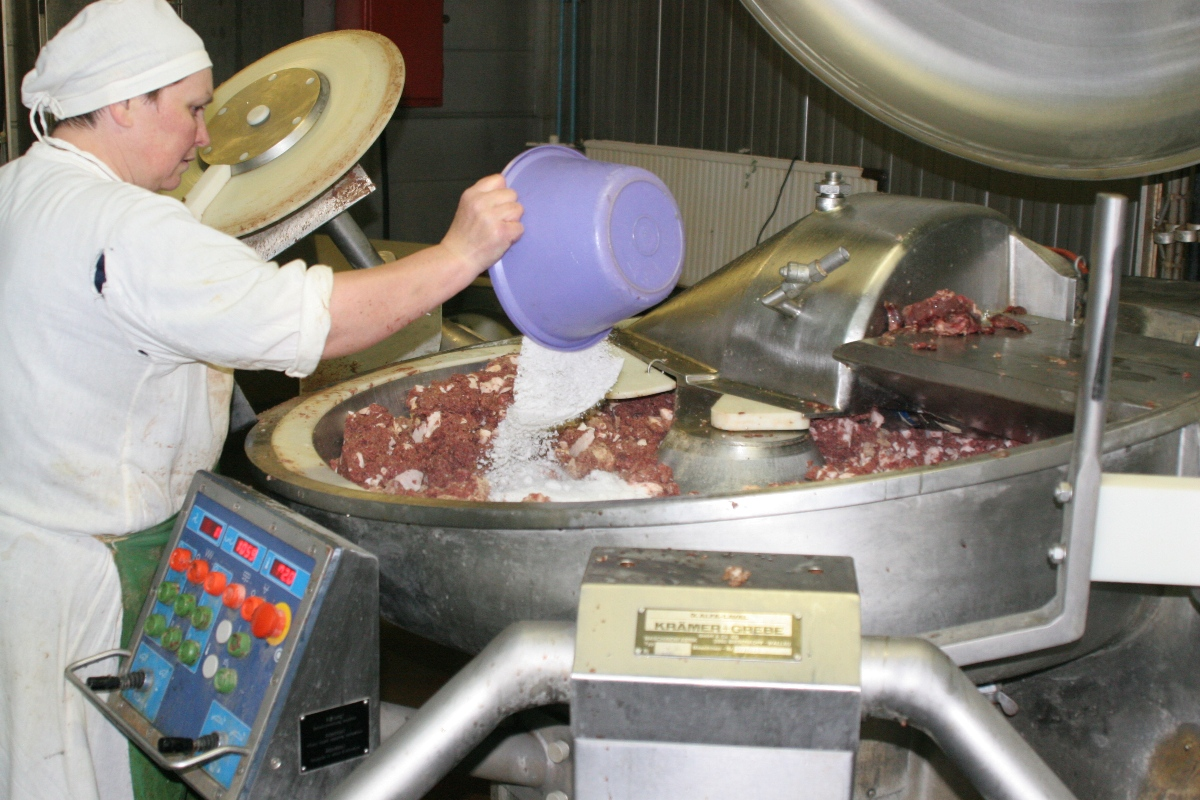
シャーツクにある腸詰工場

シャーツクから18km離れたスタロチェルネエヴォ村には、チェルネエヴォ＝ニコリスキー修道院（Чернеево-Никольский монастырь）が建つ。これは17世紀から19世紀にかけて建てられた聖堂建築の集合体である。

## 経済と交通
シャーツクには繊維工業や食品工業（精肉、ウォツカ製造）が立地している。また付近には石灰石の石切り場もある。
最寄り駅は30km離れたところにあり、モスクワ＝リャザン＝ルザエフカ＝シズラニを結ぶ鉄道上にある。またシャーツクにはモスクワ＝リャザン＝サマーラ＝チェリャビンスクを結ぶM5幹線道路が通り、ここからモルシャンスクを経てタンボフへ向かう国道A143、およびサーソヴォを経てカシモフへ伸びる地方道R124が分かれる。